# Komeil Ghasemi

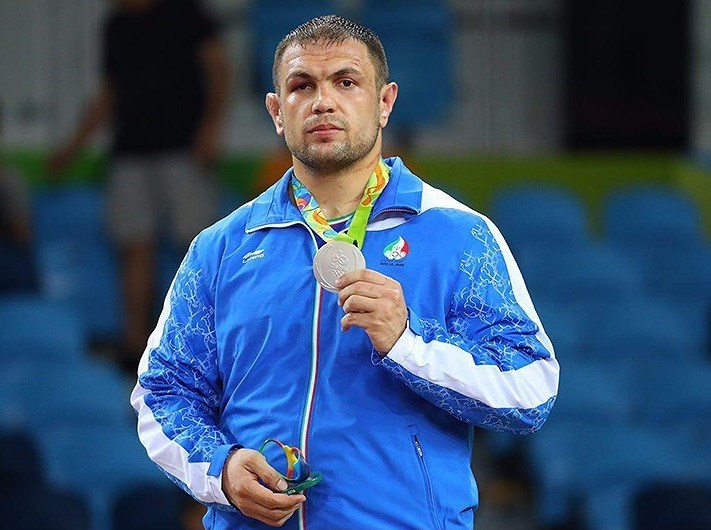
Komeil Ghasemi

Komeil Ghasemi (persiska: کمیل قاسمی) född 27 januari 1988 i Sari, Iran, är en iransk brottare som tog OS-brons i supertungviktsbrottning vid de olympiska brottningstävlingarna 2012 i London. Vid olympiska sommarspelen 2016 tog han en silvermedalj i samma viktklass.